# Clausthaler
 Clausthaler je značka německého piva, které se vyrábí v pivovaru Binding Brauerei ve městě Frankfurt nad Mohanem.

## Druhy piva značky Clausthaler
- Clausthaler Premium Alcoholfrei

Velmi úspěšné nealkoholické pivo vařené podle Reinheitsgebot.